# Linde am Brunnen vor dem Tore
Die Linde am Brunnen vor dem Tore ist ein Naturdenkmal im nordhessischen Bad Sooden-Allendorf und Teil eines kulturhistorisch wertvollen Ensembles, das als Kulturdenkmal geschützt ist. Die kulturhistorische Bedeutung ergibt sich daraus, dass das Ensemble beispielhaft für ein Idealbild der deutschen Romantik steht. Zu seinem Ruf hat beigetragen, dass seit 1912 verbreitet wird, Wilhelm Müller sei an dieser Stelle vorbeigekommen und habe unter diesem Eindruck das Gedicht Der Lindenbaum verfasst. Berühmt wurden die Verse durch die Vertonung von Franz Schubert und vor allem durch die Bearbeitung von Friedrich Silcher für Männerchor, die unter dem Titel Am Brunnen vor dem Tore (erster Vers des Textes, Incipit) als Volkslied bekannt ist. Eine mehrere hundert Jahre alte Linde an dieser Stelle fiel im Mai 1912 einem Sturm zum Opfer. Die heutige Linde ist eine Ersatzpflanzung von 1914.

## Gesamtanlage
Das Ensemble besteht aus der Linde, dem unter ihr stehenden Zimmersbrunnen und dem in Sichtweite nahe gelegenen Steintor.
Der Platz mit dem Lindenbaum und dem Brunnen liegt an einer Mehrfach-Wegekreuzung am Beginn der stadtauswärtsführenden Rothesteinstraße in Allendorf im Werra-Meißner-Kreis. Die Anlage liegt vor dem früheren Steintor außerhalb der Allendorfer Stadtbefestigung. Die am Brunnen vorbeiführende Rothesteinstraße war bis ins 19. Jahrhundert, bis zum Bau der heutigen Bundesstraße 27 auf der anderen Werraseite, die Fernstraße Richtung Eschwege. 

### Das Tor
Das Steintor war eines der ursprünglichen drei Stadttore der mittelalterlichen Stadt Allendorf. In seinem Torbau war im frühen 19. Jahrhundert eine Hirtenwohnung untergebracht. 1828 wurde der Torbau abgebrochen. Es verblieben lediglich zwei Steinpfeiler, aber auch diese wurden 1907 abgerissen, weil sie den Verkehr einengten. In den 1990er Jahren wurde lange über verschiedene Pläne eines Nachbaus des Tores gestritten. 1997 wurde schließlich ein die gesamte Straßenbreite überspannender Torbogen neu errichtet, der etwa die Lage des ehemaligen sehr viel engeren Stadttors andeutet. Eine Rekonstruktion des ursprünglichen mittelalterlichen Torbaus war nicht realisierbar, so dass der Neubau sich auf eine historisierende Formensprache beschränkt. Gründe für den Bau sollen besonders Teilnehmer japanischer Reisegruppen geliefert haben, die am Brunnen mit dem Lindenbaum das zugehörige Tor vermissten, wie es der Dichter Wilhelm Müller in seinem Gedicht Am Brunnen vor dem Tore beschrieben hatte.

### Der Brunnen
Vor diesem Tor, also außerhalb der alten Stadtbefestigung, befindet sich der Zimmersbrunnen. Seine Quelle (historisch als Zinborn oder Zinnborn bezeichnet) liegt am nahe gelegenen Zinnberg am Rande des Klausbergs. Der Allendorfer Galgen stand unmittelbar oberhalb des Zinnborns. Der Name des Zimmerbrunnens und des vom Zinnborn zum Steintor führenden Zimmerswegs ist wohl aus „Zinnbornsbrunnen“ bzw. „Zinnbornsweg“ entstanden. Die Quelle soll einer Sage nach an der Stelle entspringen, wohin der Kopf eines unschuldig enthaupteten Mädchens vom Richtplatz aus rollte.
1827 ließ die Stadt das Wasser dieser Quelle mittels Röhren bis unter die Linde vor dem Steintor leiten. Das Wasser soll sich durch besondere Weichheit und Reinheit ausgezeichnet haben. 1854 wurde der Brunnen erneuert. Gemäß der Denkmaltopographie Bundesrepublik Deutschland handelt es sich bei dem Brunnen um eine „einfache, pfeilerartige Anlage, bestehend aus einem Sandsteinstumpf und einem aus Messing gefertigten Auslaufrohr“.
In die Brunnensäule eingelassen ist eine Inschrifttafel, möglicherweise im Zusammenhang der Umgestaltung des Platzes 1928 im 100. Todesjahr Schuberts angebracht, die folgenden Text zeigt: „Franz Schubert komponierte sein volkstümlich gewordenes Lied im Jahre 1827 nach einem Text von Wilhelm Müller, der durch dieses Motiv von Brunnen und Linde zu seinem Gedicht angeregt wurde.“ Seitlich der Anlage steht eine moderne Sandsteinsäule mit Inschrifttafel, die den vollständigen Text des Liedes Am Brunnen vor dem Tore mit der ersten Notenzeile sowie die Namen von Wilhelm Müller und Franz Schubert trägt.

### Die Linde
Am Ort des Brunnens stand eine alte Linde. Ein enormes Hagelunwetter am Abend des 12. Mai 1912 führte zu ihrem Sturz, bei dem sie mehrere Dachziegel der benachbarten Restauration Zur grünen Linde zerschlug. Am 17. März 1913, dem 100. Jahrestag  der Erklärung „An Mein Volk“, die als Beginn der Befreiungskriege gilt, wurde an derselben Stelle eine neue Linde „zur Erinnerung an die große Zeit vor 100 Jahren“ gepflanzt. Dies war zugleich das Jahr des 25. Regierungsjubiläums des letzten deutschen Kaisers Wilhelm II. Die Baumpflanzung war begleitet von vaterländischen Reden und Blaskapellenmusik. Die neue Linde wuchs jedoch nicht an und die Pflanzaktion musste im darauffolgenden Jahr, diesmal allerdings ohne patriotisches Gebaren, wiederholt werden.
Seit 1936 ist die Linde als Naturdenkmal geschützt. Inzwischen hat sie mit einer Höhe von rund 26 Metern und einem Stammumfang von mehr als drei Metern stattliche Ausmaße erreicht. Als sie ihr 100. Lebensjahr vollendet hatte, machten die Stadt und der Verein für Heimatkunde mit einem Lindenfest auf das Jubiläum aufmerksam. Nach Festgottesdienst, Festvorträgen und musikalischen Beiträgen sangen mehr als 500 Menschen gemeinsam das Lied „Am Brunnen vor dem Tore“ zu Ehren des Baumes.

### Das Ensemble
Im Juni 1928 wurde die ganze Anlage, die historisch bereits eine Reihe von Verwandlungen durchlaufen hatte, erneut umgestaltet. Die Stadt ließ den Platz, der sich bis dahin auf gleicher Höhe mit den umliegenden Straßen befunden hatte, höherlegen und mit Treppenstufen versehen. Eine weitere Umgestaltung fand 1960 statt. Die Gesamtanlage „Vor dem Steintor“ ist als Kulturdenkmal aus geschichtlichen Gründen geschützt.

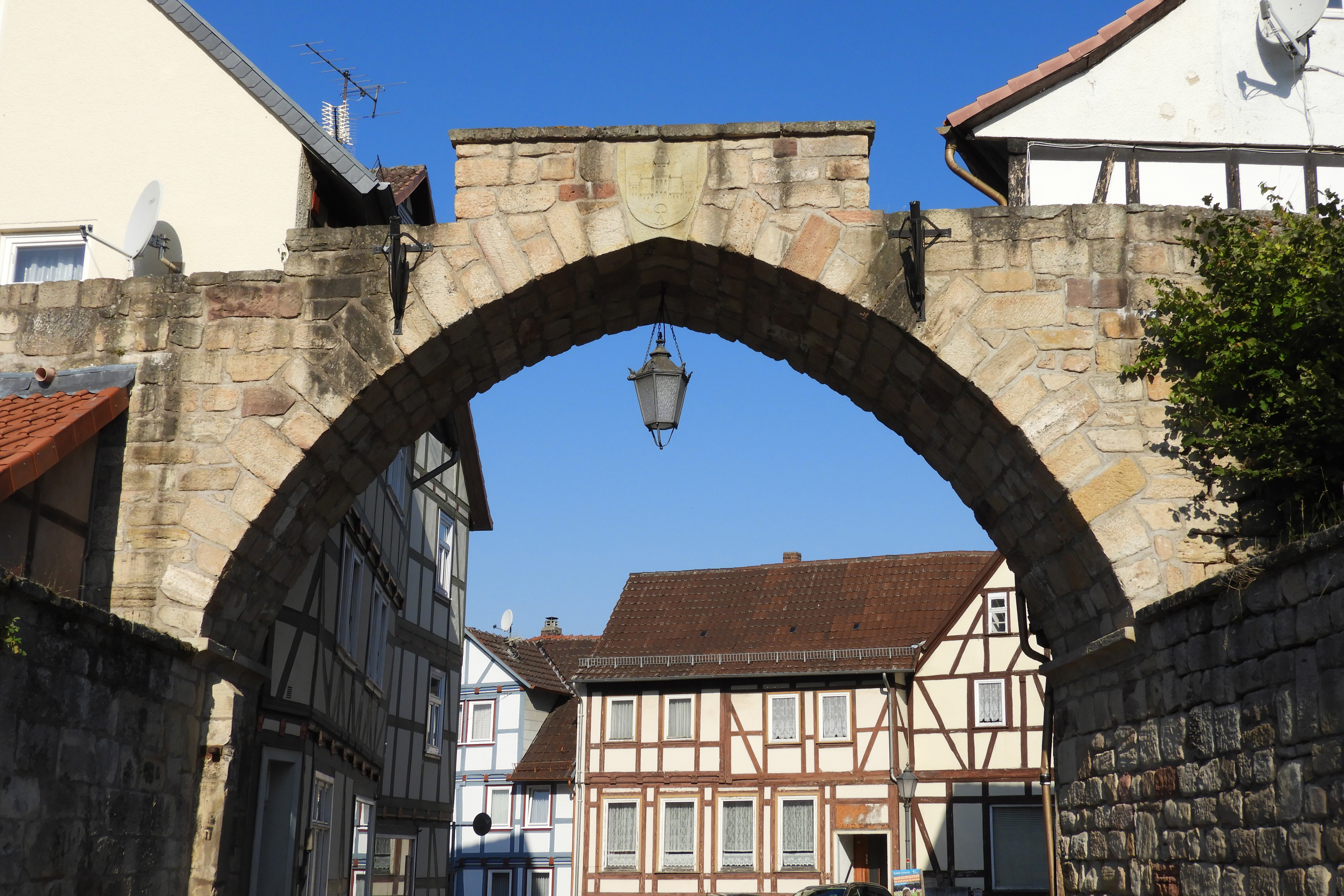
Rekonstruiertes Steintor
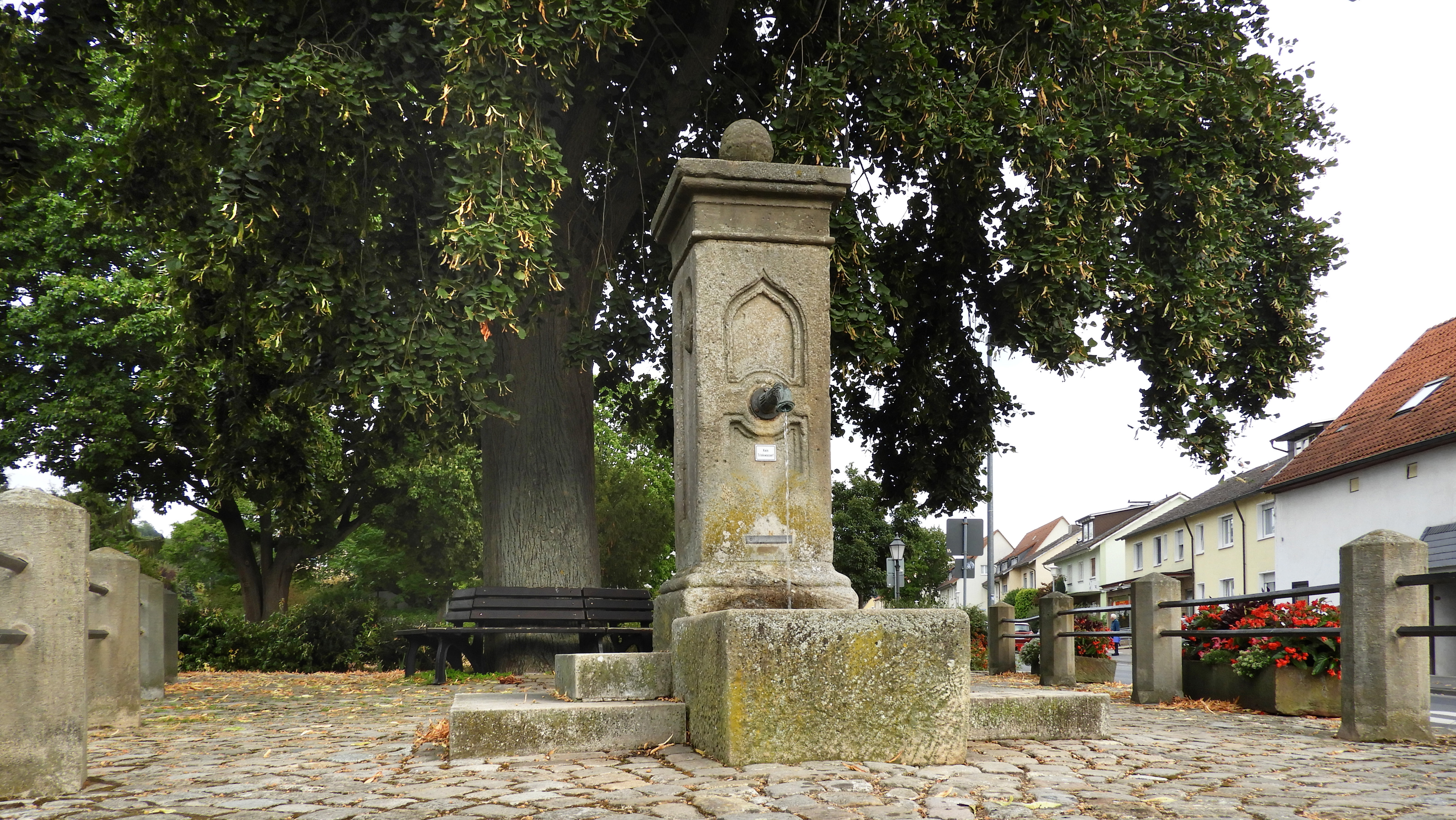
Zimmersbrunnen
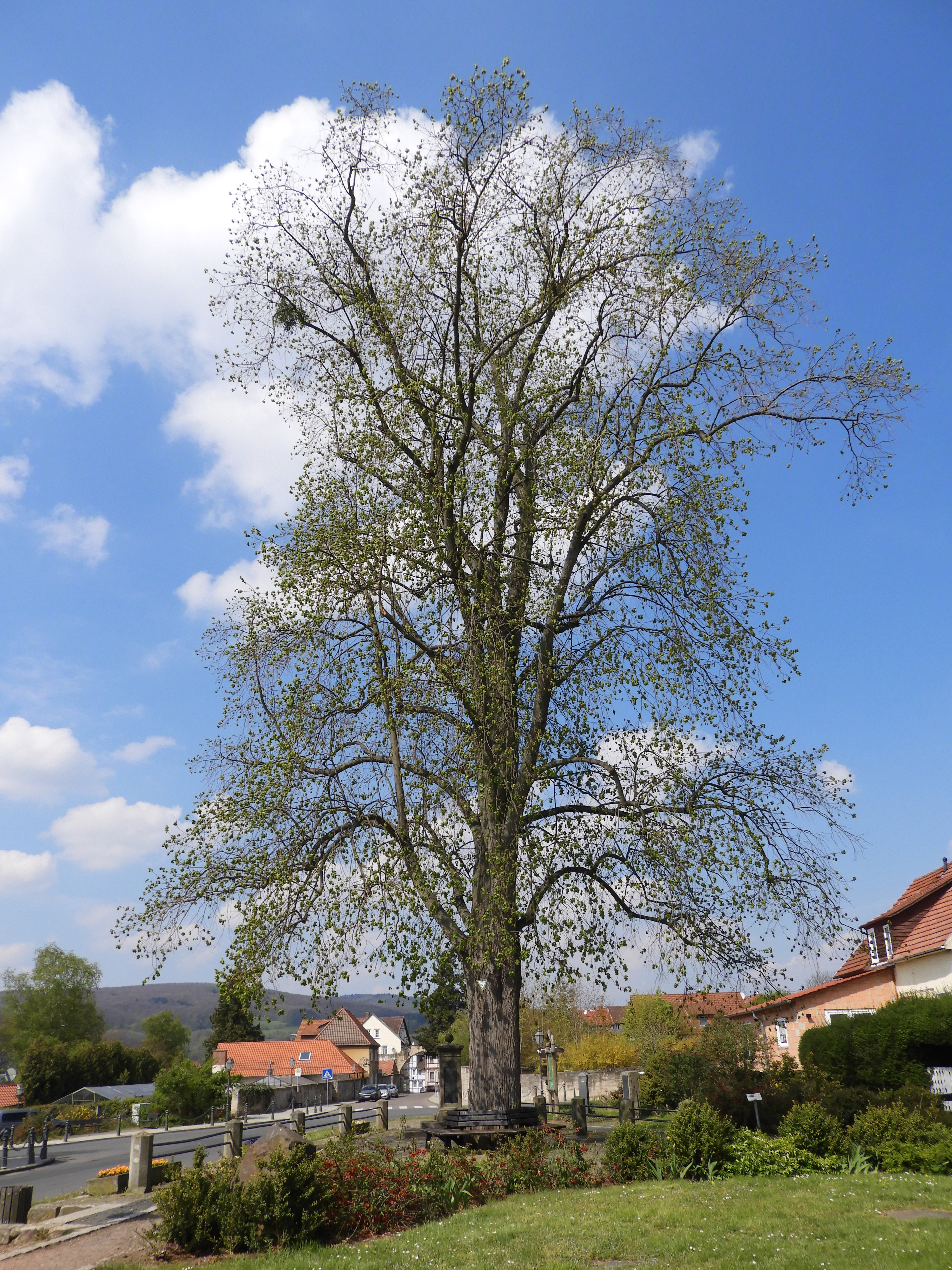
Linde, April 2017. Ansicht aus östlicher Richtung
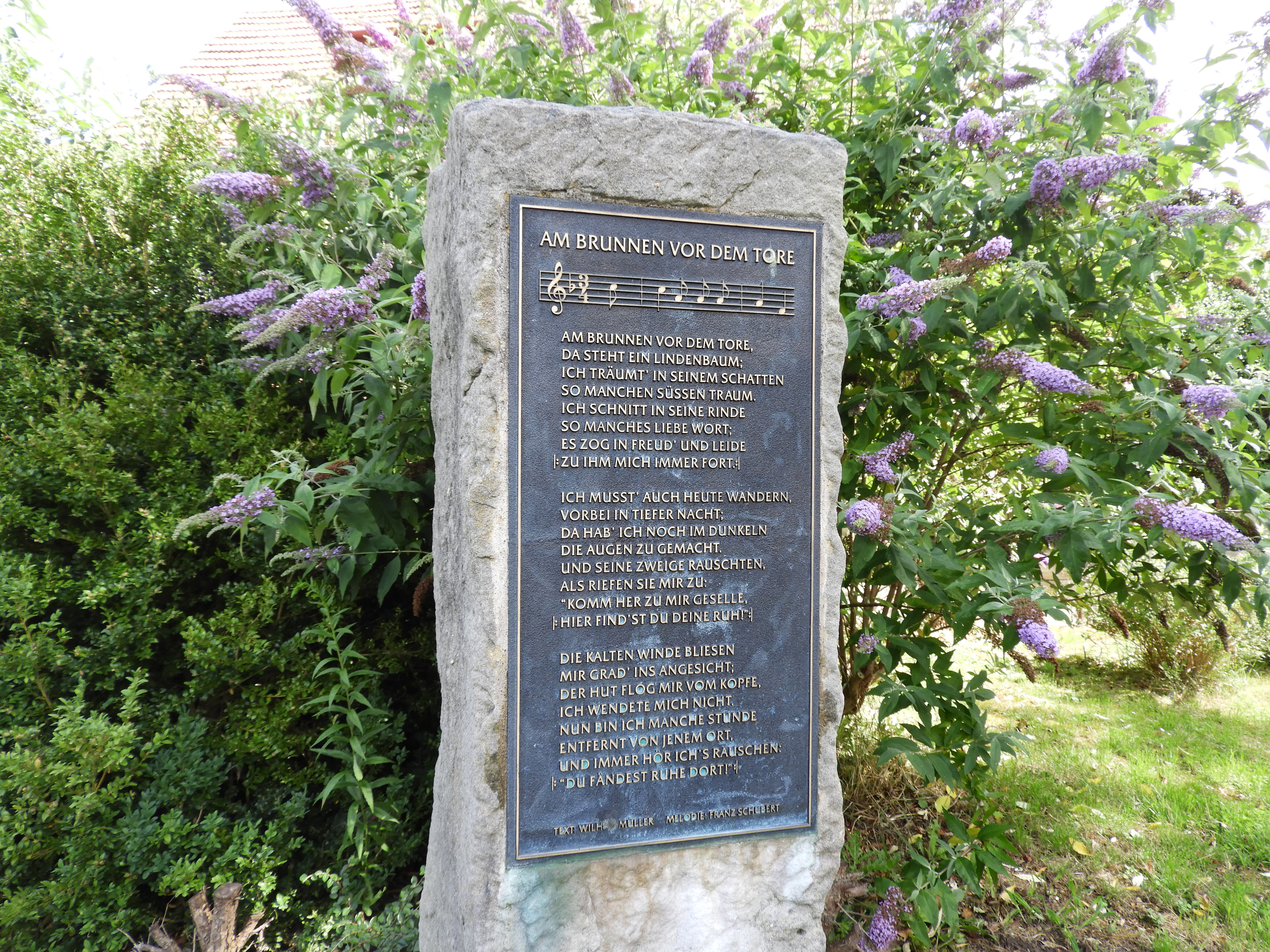
Inschrifttafel

## Kulturgeschichte

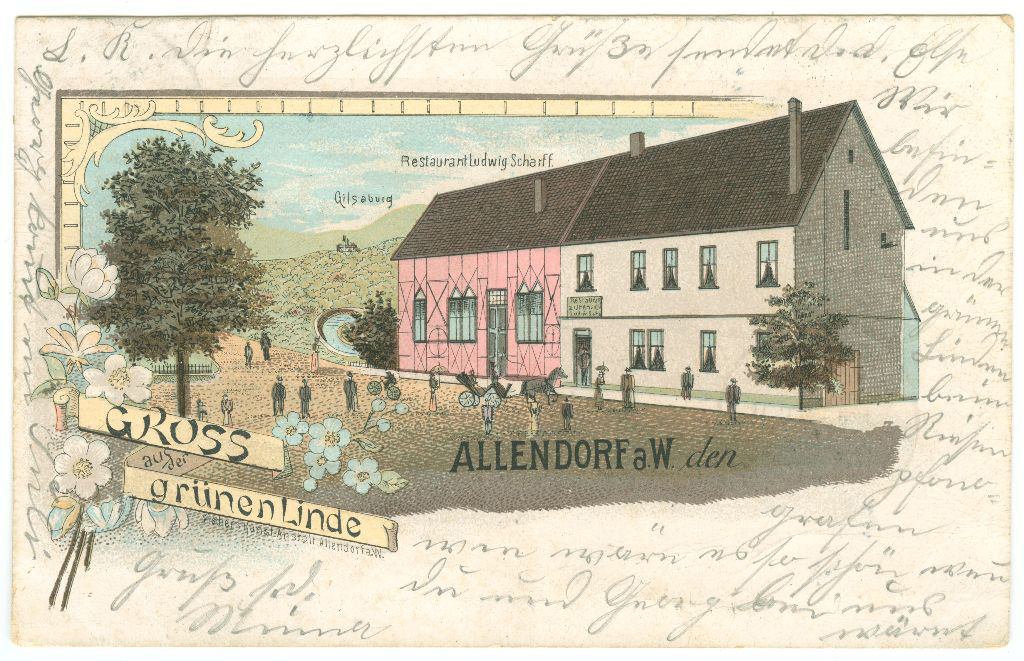
Vor dem Sturz: Postkarte mit Restaurant „Zur Grünen Linde“ und Lindenbaum, um 1895. Die „Gilsaburg“ im Hintergrund ist Schloss Rothestein

Postkarte mit Foto der gestürzten Linde, Mai 1912

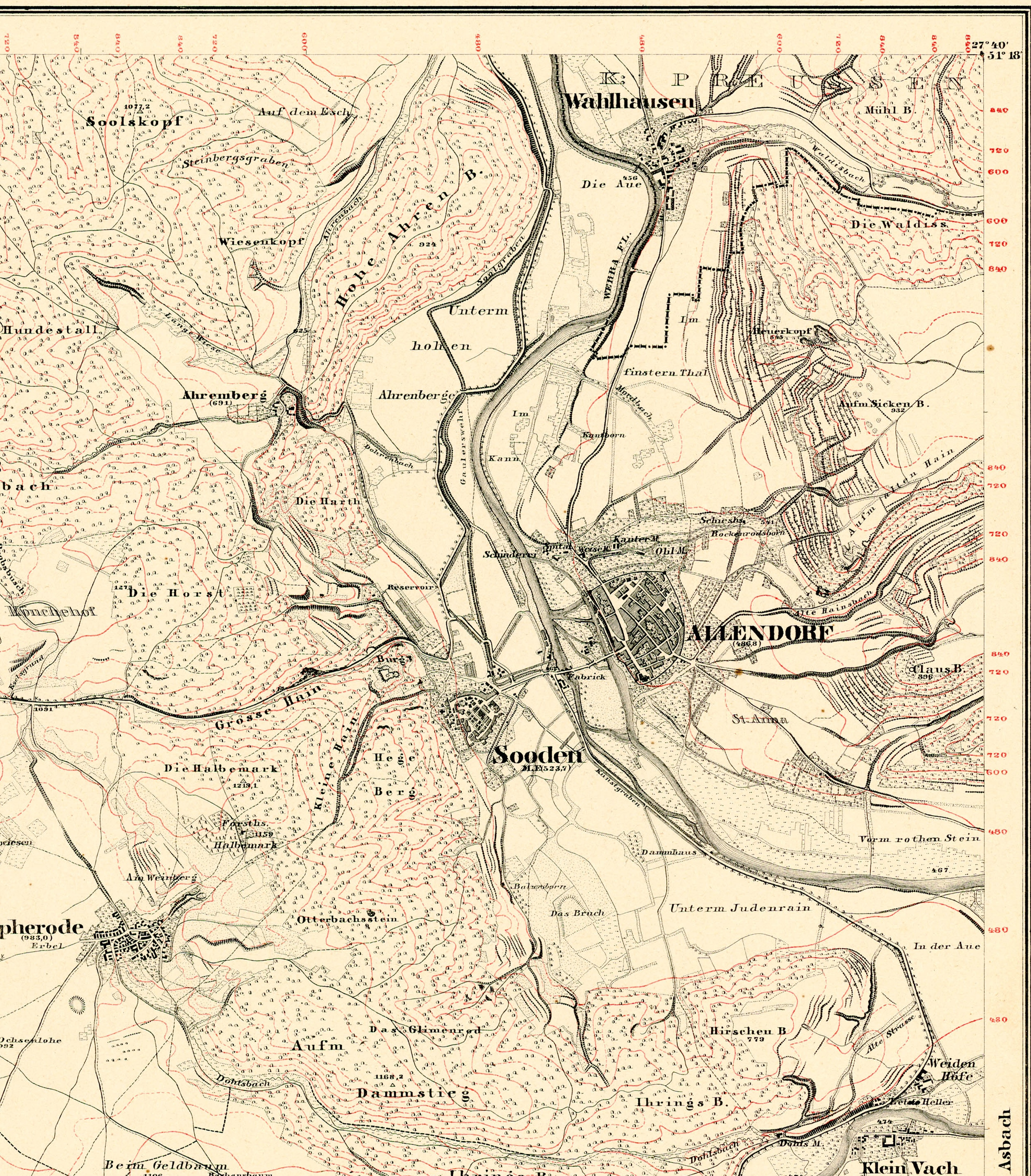
Karte von 1857. Südöstlich liegt das Steintor, an der Wegkreuzung außerhalb der Mauer stand die Linde. Weiter östlich der Klausberg (Clausberg), wo die Quelle entspringt. Nordwestlich das Wahlhäuser Tor, davor das Hospital (Spital) mit der Hospitalkapelle, dort stand die Linde am Hospitalbrunnen.

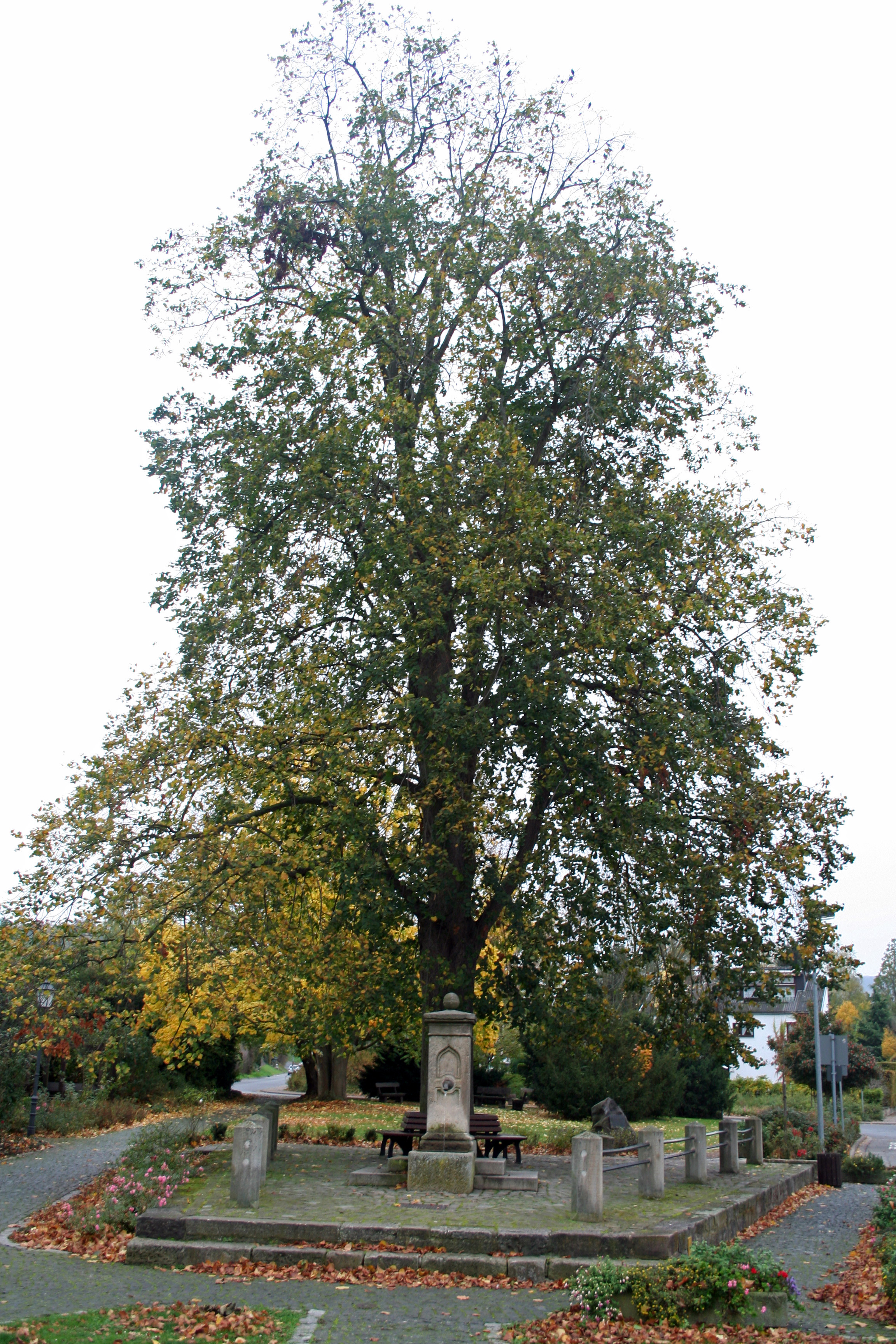
Dieses auf Wikimedia Commons liegende Bild von Heinz-Josef Lücking verwendete Ian Bostridge mit korrekter Attribution als Illustration für Müller/Schuberts Lindenbaum.

### Wilhelm Müller und die Örtlichkeit
Müller veröffentlichte sein Gedicht Der Lindenbaum erstmals in Urania – Taschenbuch auf das Jahr 1823 als Teil des Zyklus Die Winterreise. Es beginnt mit den Versen „Am Brunnen vor dem Thore/Da steht ein Lindenbaum:/Ich träumt’ in seinem Schatten/So manchen süßen Traum“. Schuberts Vertonung im Zusammenhang der ersten zwölf Lieder der Winterreise stammt aus dem Jahr 1827. Bekannt wurde das Lied aber vor allem durch Friedrich Silcher, der 1846 einen unbegleiteten vierstimmigen Satz für Männerchor veröffentlichte.
Als 1912 im ganzen deutschsprachigen Raum über den Verlust der Allendorfer Linde berichtet wurde, meist in Form von Kurzmeldungen, wurde regelmäßig behauptet, dass Wilhelm Müller im Schatten dieser Linde sein Gedicht geschrieben habe, etwa in der Zeitschrift Hessenland, aber auch in der Berliner Vossischen Zeitung, im Prager Tagblatt und im Grazer Tagblatt. Etwas ausführlicher berichtete Die Gartenlaube, die auch ein Foto des gestürzten Baumes brachte. Der Kunsthistoriker und Fotograf Thomas Wiegand berichtet in seinem Buch Bäume aus dem Werraland unter Berufung auf den Archivar Manfred Lückert, dass sich einige Gesangvereine Holzstücke von dem mächtigen Stamm, gewissermaßen als Reliquie, schicken ließen. Eine spätere Korrekturmeldung, es könne sich nicht um diesen Baum gehandelt haben, allenfalls komme eine Linde am Hospitalbrunnen in Allendorf in Betracht, da der Zimmersbrunnen 1823 noch gar nicht bestanden habe, verschlug gegen die bereits weit verbreitete attraktive Geschichte nichts.
Zuvor hatte bereits die Höldrichsmühle in der österreichischen Hinterbrühl den Anspruch erhoben, Ort der Komposition Schuberts gewesen zu sein. Dort gab es auch eine „Schubertlinde“, die Schubert angeblich zu seinem Lindenbaum inspiriert haben soll. Der Wiener Schubert-Forscher Otto Erich Deutsch war dieser Behauptung in einer Reihe von Vorträgen und Aufsätzen energisch entgegengetreten, nicht zuletzt deshalb, weil der Text ja gar nicht von Schubert, sondern von Wilhelm Müller stammte. In seinem Buch Franz Schubert – Sein Leben in Bildern (1913) ließ er eines der Fotos von der gefallenen Allendorfer Linde nachdrucken und versah es mit der Bildunterschrift: „Der Lindenbaum Wilhelm Müllers (‚Am Brunnen vor dem Tore‘) in Allendorf a. d. Werra (1912 gestürzt)“. Und in verschiedenen Fassungen eines Beitrags, den er zuerst 1915 im Jahrbuch des Schubertbunds und dann, etwas verändert und unter neuem Titel, 1917 im Alt-Wiener Kalender veröffentlichte, schrieb er: „Aber es gab auch eine echte Linde für dieses Stück … Nur stand diese Linde nicht in Österreich, in der Hinterbrühl, sondern in Preußen, in Allendorf an der Werra, Regierungsbezirk Kassel, wo sie 1912 erst durch einen Sturm geknickt worden ist. Dort hat nämlich der Dichter den ‚Lindenbaum‘ geschrieben, den Schubert ohne jede Lokalkenntnis so gut komponiert hat.“ Für seine Kritik an der Hinterbrühl konnte Deutsch starke Argumente vorlegen, die Angaben zu Allendorf und Wilhelm Müller begründete und belegte er hingegen nicht.
Jedoch gibt es keinerlei Hinweise darauf, dass Wilhelm Müller jemals in Allendorf gewesen wäre. In seinen Werken, Briefen und Tagebüchern ist nichts zu finden, ebenso wenig in den mittlerweile zahlreichen Biografien, und die Wilhelm-Müller-Gesellschaft, die sich der Erforschung von Leben und Werk des Dichters annimmt, weiß nichts von einem Aufenthalt oder auch nur einer Durchreise Müllers. Gestützt ist der Allendorfer Anspruch allein auf „die Konstellation, wo der Brunnen mit der Linde und das Tor so eng beieinander liegen“, die gemäß dem Verein für Heimatkunde „wohl nur hier bei uns so gegeben“ sei. Allerdings räumt der Verein auf seiner Website ein, dass auch dies in zeitliche Widersprüche führt; so ist Der Lindenbaum 1823 erstveröffentlicht worden, das Wasser des Zinnborns wurde aber erst 1827 vor das Steintor geleitet.
Trotz dieser Unstimmigkeiten und der Abwesenheit jeglicher unterstützender Hinweise wurde die Erzählung, Müller habe seinen Lindenbaum in Allendorf am Zimmersbrunnen gedichtet oder sich zumindest von dem Ensemble inspirieren lassen, auch nach dem Zweiten Weltkrieg weiter verbreitet, teilweise auch von prominenten Autoren. So schrieb Jörg von Uthmann 1979 im 4. Band der von Marcel Reich-Ranicki herausgegebenen Frankfurter Anthologie, der Handlungsort des Gedichts könne besichtigt werden: „Wilhelm Müller ließ sich von einer Linde vor dem Steintor in Bad Sooden-Allendorf inspirieren. Das Tor existiert heute nur noch als Straßenname. Auch der Baum wurde 1912 bei einem Gewitter entwurzelt. […] Der Brunnen (mit Gedenktafel) ist dagegen noch derselbe wie zu Müllers Zeiten.“ Mehr Distanz bietet der Opern- und Liedsänger Ian Bostridge in seinem Buch über Schuberts Winterreise auf: In seinem Kapitel über den Lindenbaum reproduziert er ganzseitig ein Foto von Brunnen und Lindenbaum mit der lakonischen Bildunterschrift: „Well, gate (out of shot), lime tree: Bad Sooden-Allendorf, spurious original for Müller’s Lindenbaum. The old tree fell in 1912.“ Also etwa: „Brunnen, Tor (nicht im Bild), Lindenbaum: Bad Sooden-Allendorf, zweifelhaftes Original von Müllers Lindenbaum. Der alte Baum stürzte 1912.“

### Naturdenkmale
In den Presseberichten über den Verlust der alten Linde wurde ein Stammdurchmesser von zwei oder drei Metern und ein Alter von 650 Jahren angegeben. Die Altersangabe stand im Zusammenhang mit der Vermutung, die Linde sei zur Stadtgründung, das heißt: der ersten urkundlichen Erwähnung Allendorfs 1218, gepflanzt worden. Das fünfbändige, von Hugo Conwentz initiierte Forstbotanische Merkbuch, das den Beginn der Naturdenkmalpflege markiert, nennt in seinem 1905 erschienenen dritten Band zur Provinz Hessen-Nassau für den Bereich der Oberförsterei Allendorf vier Einzelbäume, darunter zwei Linden: eine Linde am Hospitalbrunnen mit fünf Metern Stammumfang (wohl die in der Korrekturmeldung erwähnte) und die sogenannte „Datterlinde“ oder „Daterlinde“, jedoch nicht die Linde vor dem Steintor. Sie ist damals offenbar nicht als (potenzielles) Naturdenkmal wahrgenommen worden.
In der Nähe des Brunnenplatzes stand auch eine alte Rosskastanie. Sie ist auf Fotos der gestürzten Linde bisweilen am Bildrand zu sehen. Solange die 1914 neugepflanzte Linde noch klein war, wählten Fotografen gern einen Blickwinkel, der die mächtige Kastanie ins Bild brachte, um einen alten Baum am Brunnen vor dem Tore bieten zu können. Die Kastanie wurde 1936 wegen Verkehrsgefährdung gefällt. Sie war als Naturdenkmal seit 1924 unter Schutz gestanden.
Es ist verschiedentlich berichtet worden, dass die Stadt Allendorf Anfang des 20. Jahrhunderts nicht sonderlich sorgsam mit den alten Bäumen umgegangen sein soll. So schreibt die Gartenlaube, dass der Sturz der Linde vor dem Steintor möglicherweise zum Teil auf Fahrlässigkeit zurückgegangen sei; man habe bei Kanalisationsarbeiten einige Wurzeln abgesägt, sodass die Linde nicht mehr genug Halt gehabt habe, um dem Sturm zu widerstehen. Die „prächtige Linde“ am Hospitalbrunnen, seit 1924 als Naturdenkmal geschützt, wurde zunächst „verstümmelt“, wie der Staatliche Kommissar für Naturdenkmalpflege im Regierungsbezirk Kassel, Bernhard Schaefer, 1926 in einem Aufsatz in Hessenland kritisierte, wobei ihm zufolge Haftpflichtgründe entweder Triebfeder oder Vorwand waren. Im November 1934 wurde sie schließlich wegen „allgemeiner Gefährdung“ gefällt.
Der Lindenbaum ist für den Ort nicht nur ein touristisches Markenzeichen, wie es der Bürgermeister in einem Festbeitrag zum 100. Geburtstag formulierte, sondern auch ein Symbol von Kraft und Stärke und für ein Stück Heimat. Das idyllische Dreier-Ensemble, mit dem schattenspendenden alten Baum, dem Brunnen, der daneben steht, und dem Stadttor, ist eines der bekanntesten Motive nordhessischer Romantik. Kaum ein Besucher oder Kurgast versäumt es, ein Erinnerungsfoto aufzunehmen.